# Thomas Hardwicke

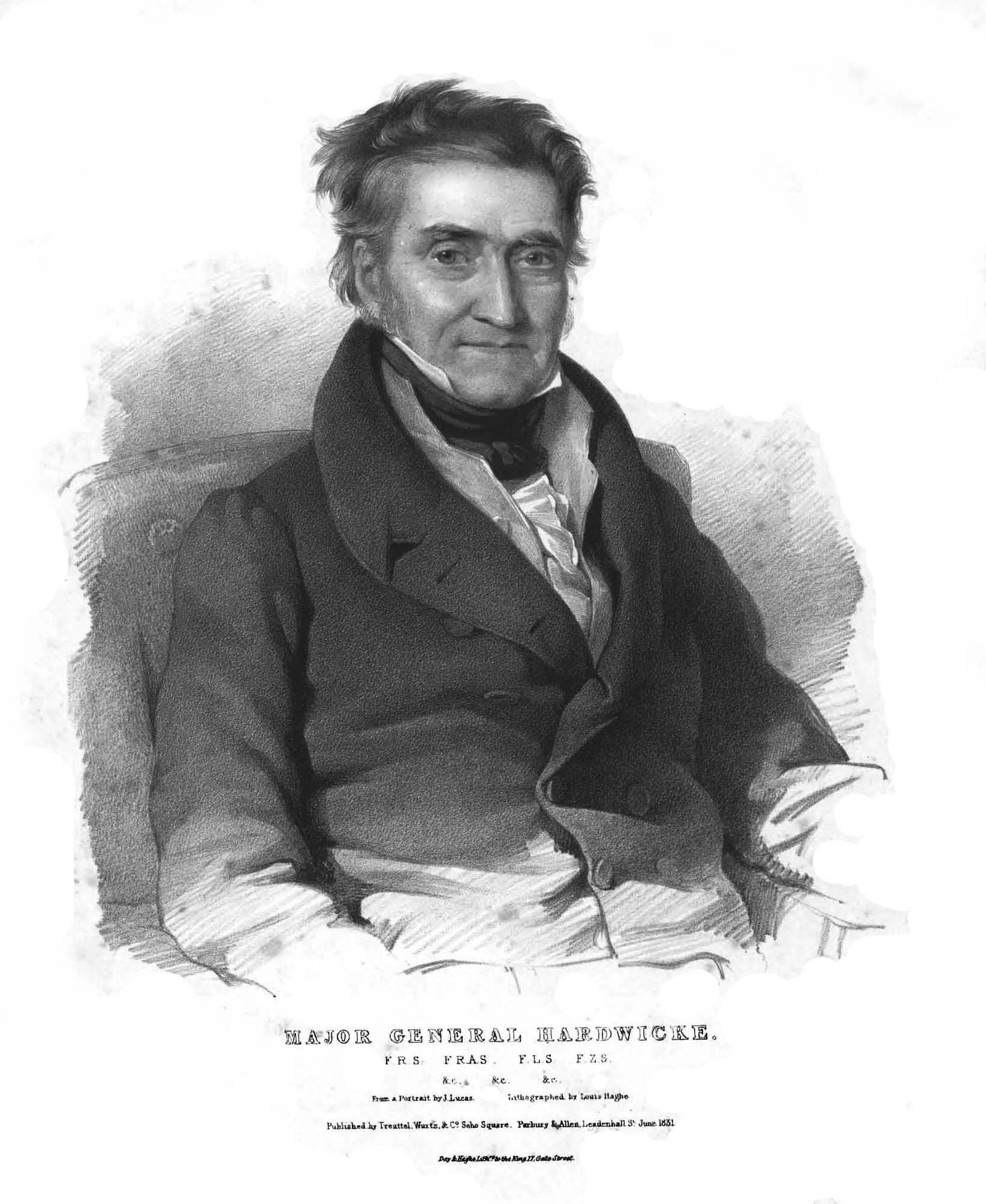
Thomas Hardwicke

Thomas Hardwicke (1755 - 3 de maio de 1835) foi um militar e naturalista inglês que chegou ao posto, como funcionário colonial, de residente na Índia. Cargo que ocupou de 1777 a 1823. Após retornar à Inglaterra, colaborou com John Edward Gray na publicação da obra Illustrations of Indian Zoology #1830-35#.
Aos 22 anos, empregou-se na Companhia das Índias Orientais. Hardwicke chegou ao título de general-maior em 1819 e se aposentando das forças armadas em 1823 e volta para a Inglaterra.
O entusiasmo de Hardwicke pela história natural da Índia foi dividido com os principais naturalistas britânicos, com quem ele correspondeu. Teve contato com Sir Joseph Banks, presidente da Royal Society, da qual se tornou membro em 1813. Sua coleção de ilustrações foi usada por zoologistas como J. E. Gray. Illustrations of Indian Zoology foi publicado com o financiamento de Hardwicke, contendo 202 pranchas grandes e coloridas, mas ele morreu antes da parte textual ser produzida.